# Монастырь Пангри-Зампа
Монастырь Пангри-Зампа — буддийский монастырь школы Ньингма в Бутане. Находится в 5 км к северу от Тхимпху, столицы Бутана, сразу за дворцом Деченчолинг.
Является одним из старейших монастырей Бутана и был основан в 1616 году первыми буддийскими монахами, пришедшими из Тибета в Бутан. Служил первой резиденцией для Нгаванга Намгьяла, когда он прибыл в Бутан.
В настоящее время при монастыре имеется известная школа астрологов, где, помимо частных предсказаний, составляются предсказания для всей страны на год вперёд. По этому поводу в монастыре проходит большой красочный фестиваль.